# Ascotricha chartarum
Ascotricha chartarum är en svampart som beskrevs av Berk. 1838. Ascotricha chartarum ingår i släktet Ascotricha och familjen kolkärnsvampar.  Utöver nominatformen finns också underarten orientalis.